# 鷲崎健の超ラジ!
『Voice of A&G Digital 鷲崎健の超ラジ!』（わしざきたけしのちょうラジ）は、2007年3月16日から2010年10月1日まで超!A&G+で放送されていた、生放送のラジオ番組。パーソナリティは鷲崎健。

## 放送概要

### パーソナリティ
- 鷲崎健

### 放送時間
- 2007年3月16日 ‐ 8月31日（9301chUNIQue the RADIOに超!A&G+の枠を設けての放送）
  - 金曜日 17:30 - 19:00（リピート放送：月曜日 10:30 - 12:00）
- 2007年9月7日 - 2008年4月4日
  - 金曜日 17:30 - 19:00（リピート放送：金曜日 22:30 - 24:00、土曜日 7:30 - 9:00、12:30 - 14:00）
- 2008年4月11日 - 2009年4月3日
  - 金曜日 18:30 - 20:00（リピート放送：金曜日 24:30 - 26:00、土曜日 8:30 - 10:00、14:30 - 16:00）
- 2009年4月10日 -2010年10月1日
  - 金曜日 19:30 - 21:00（リピート放送：日曜日 16:00 - 17:30、月曜日 14:30 - 16:00）

### 特色
月曜日の喜多村英梨と並び、番組開始当初から同一の曜日でパーソナリティーを務めている。
他の曜日や「超ラジ!Girls」全曜日も含めて、番組冒頭でタイトルコールをしていないのは、超ラジ!金曜日の鷲崎ただ一人だけである。

## コーナー
冒頭の挨拶は「時刻は夜7時30分になりました。ちょらすぱっぷ〜」で始まる。
コーナーは以下のように設定されているが、ゲスト出演回でコーナーが潰れることが多く、場合によってはコーナーをせずにゲストとのトークだけで終わってしまうこともある。
オープニングフリートーク
他の曜日とは異なり、いきなりオープニングから鷲崎のフリートークで始まる。10分以上続くことが多い。
メールテーマ
その週ごとに設定されたテーマに関するメールを募集するコーナー。エンディングで次週のテーマが発表される。その時期に合った話題や一般的な話題が大半であるが、鷲崎が「嘘だけはやめてくださいよ」とネタ振りを行い、リスナーからネタメールを募ることもある。また、消化が滞っているコーナーのメールを募ることもある。
誰も知らない名曲集
鷲崎のCDライブラリーの中から選曲した曲をかけるコーナー。コーナータイトル通りマイナーな曲が多い。第1回から続いている唯一のコーナーであり、基本的に毎回行われている。ゲストが来た際にはゲストが選曲した曲をかけることもある。
超ラジ!終了後も鷲崎が引き続きパーソナリティを務める後番組「A&G ARTIST ZONE 2h金曜日」にて継続。
健の生でいかせて
不定期に行われる鷲崎の生ライブのコーナー。公開生放送や、内田稔がゲストの時に行われている。

### 過去のコーナー
おっさんの条件!これ加齢臭?
思春期の条件!お前どこ中?
ラッキーはつむじ風
ラッキーなエロ体験を募集するコーナー。3〜4週で募集するテーマが変わっていた。ゲストが登場する頻度が高くなり自然消滅した。
キンタマイドX
2008年8月に開始された年内限定のコーナー（開始当初は夏限定の予定だった）。「粘着力があり、なおかつ剥がれやすい」というキンタマ（タマ袋）の特性をもつ成分「キンタマイドX」の利用法を考える。当然ながら女性ゲストが出演する回では休止となっていた。2008年12月26日の放送で終了。
ちょらみみ
鷲崎が『のらみみ』に声優として出演したことを記念して始まったコーナー。有名人を元ネタにして『のらみみ』に出てきそうな新しい居候キャラを考える。元ネタの有名人の特徴をそのまま書いてあるメールが多い、と鷲崎がリスナーに苦言を呈した頃に一旦終了。2008年11月21日の放送で「ちょらみみ2」として、メールテーマのコーナーで1回限り復活した。
リレーメッセージ
番組開始から2008年4月3日までは鈴木久美子、2008年4月10日以降は岩田光央の各木曜超ラジ!からのリレーメッセージが流れて、質問に答える。2009年4月3日放送をもって木曜超ラジ!からのリレーメッセージは終了した。
インテル® Centrino® プロセッサー・テクノロジー presents Feel Free Time！

## エピソード
- 第87回放送の番組冒頭から約5分30秒近くの間、動画配信でのタイトル画像が「超ラジ!Girls」表記になっていた。
- 第100回（2009年2月6日）放送分は超ラジ!放送100回記念として番組のほとんどの時間を生ライブのために費やした。また、ゲストの内田稔はパーカッションを担当した。
- 第106回（2009年3月20日）放送分は当日渋谷C.C.Lemonホールにて行なわれていた「声フェスタ春〜声の大饗宴」に鷲崎およびPOAROが参加する関係で事前収録による放送となった。年末年始以外での収録放送は今回が初めてだった。
- 第107回（2009年3月27日）放送分では、Silly Walkerの収録曲名に引っかけた楽曲特集をしていた「誰も知らない名曲集」がアルバムのボーナストラックであり、「セガサミーアワー はーい井上商店ですよ!」で作成された楽曲「娘よ」の番になったため、自分の番組にスポンサーが付いていないのをいいことに井上喜久子と井ノ上奈々をゲストに招き、「井上商店の超ラジ!」と題して井上商店のプチ復活放送を行なった。誰も知らない名曲集も「井上商店特集」とし、同番組で作成された歌の紹介を行った。
- 第113回（2009年5月8日）放送分では、事前の予定やテーマメールを急遽変更し2009年5月2日に死去した忌野清志郎を追悼する特集を1時間半に渡って放送した。放送内では清志郎に関する曲が数多く流されるとともに、鷲崎の思い入れが語られた。
- 第124 - 125回で「超ラジ!KARAスペシャル」と題して、韓国アイドルKARAの特集を組んだ。以降番組内で何度もKARAの話題が取り上げられている。
  - 第124回（2009年7月24日）放送分では、第109回にゲスト出演した株式会社ジェイドボイスのスタッフの仲介により、直接インタビューがセッティングされ、鷲崎健と内田稔が訪韓し実現した。番組はこのインタビューを軸に90分構成された。
  - 第125回（2009年7月31日）放送分では、前週に予告していたKARAのPV付新曲の初公開に加え、サプライズとしてKARA本人たちからの映像メッセージの公開や、飛び入りゲストのユンナから、KARAのエピソードが語られるという予定外の内容となった。
  - 第153回（2010年2月12日）放送分では、鷲崎がMCを務めた「KARA First Showcase in JAPAN 2010」出演のため来日したKARAのインタビューを放送した。
- 第128回（2009年8月21日）放送分では、第125回で飛び入り出演したユンナをゲストとして招き、鷲崎、内田を交え3人でのセッションが行われた。この回の放送は、レコーディングスタジオとは違い収録環境が決して良い訳ではない中で行われたにも関わらず、鷲崎と内田が後に他の番組の企画内[8]にて、ディレクター飯田の腕前・音声調整を絶賛し、ユンナの素晴らしい歌声がより一層伝わった回となった。
  - これ以降、ゲストにアーティストが来た時は一緒にセッションを行うことが多い。
- 第147回（2010年1月1日）放送分冒頭で「男性器数え歌（チ●コの七不思議）」を歌った事を契機に リスナーからメロディー部分の歌詞を募集し、番組冒頭で歌っている。鷲崎いわく108番まで作っていくとのこと。下ネタであるため、ゲストに女性がきた場合は自粛することもあるが、相手との関係性や、到着前や退席後にすることもある。
- 鷲崎の2ndソロアルバム「SINGER SONG LIAR」発売直後の第166回（2010年5月14日）放送分は、ゲストにアルバム楽曲編曲者の杉浦"ラフィン"誠一郎を招いて、アルバムの制作秘話を語った。これまで番組ではポアロのアルバム「NO NEGATIVE, NO LIFE.」の全曲解説をおこなったことはあるが、鷲崎のアルバム楽曲解説が行われたのは、これが初めてである。
- 第167回（2010年5月21日）放送分は、当日鷲崎が出演した文化放送サテライトプラスでのフリーライブ「サテライトプラスライブ」終了後、そのままサテライトプラスから公開生放送を行った。ゲストに「サテライトプラスライブ」でも共演した内田稔（アルバムではドラム・パーカッションを担当）を招いて、アーティストサイドとプレーヤーサイド、それぞれの立場でアルバム制作時のエピソードを語りながら、アルバム収録楽曲のアコースティックライブを行った。
- 第183回（2010年9月10日）放送分番組内で、『10月1日の放送を持って終了することになりました。』と番組終了の告知を行なった。
- 第185回（2010年9月24日）放送分は番組最後の公開生放送を1階のサテライトプラスより行ない「男性器数え歌」のコーナー完結やギターの生演奏を行なった。生放送終了後も会場のお客様に向けて生演奏を行なっていてこの日の観客人数は1階のサテライトプラスの観覧人数の史上最高記録を出した。
- 第186回・最終回（2010年10月1日）放送分では、台本順番を度替えして、鷲崎が金曜超ラジ!スタッフとの別れと「A&G ARTIST ZONE 2h金曜日」に臨む意気込みを語った。また、ゲストの内田稔から花束が贈呈され、最後に鷲崎による超ラジ!での別れの挨拶「ちょらばーい」で番組は終了した。この回は、「Voice of A&G Digital 超ラジ!」枠全体で最後の番組最終回ということもあり、飯塚降板以降インストバージョンで流れていた超ラジ!のテーマ曲がオープニング･エンディングともに歌詞ありバージョンで流した。

### 誰も知らない名曲集
- 第85回（2008年10月24日）では誕生日スペシャル「健の知らない名曲特集」として、井口裕香と番組スタッフにより選曲が行われた。
- このコーナーは第1回から休まず毎週放送し続けてきたが、第92回（2008年12月12日）でゲストの野川さくらとのトークが盛り上がりすぎて「名曲集」のコーナー時間を確保できなくなったため、当コーナーを初めて休止することになった。この回以降ゲストがいる回はトーク等で時間が押した際に名曲集がカットされる事がある。

### リレーメッセージ
- 第43回（2008年1月4日）と第95回（2009年1月2日）は事前収録のため放送中のCMタイムやリレーメッセージを休止した[9]。
- 第97回（2009年1月16日）放送分の超ラジ!リレーメッセージは前日木曜日のパーソナリティである岩田光央がインフルエンザによる体調不良でダウンしたため代打パーソナリティの鈴村健一からのメッセージが流れていた。